# Долњи Буковско
Долњи Буковско (чеш. Dolní Bukovsko) је насељено мјесто са административним статусом варошице (чеш. městys) у округу Чешке Будјејовице, у Јужночешком крају, Чешка Република.

## Становништво
Према подацима о броју становника из 2014. године насеље је имало 1.740 становника.